# Moulin-à-vent (AOC)
Pour les articles homonymes, voir moulin (homonymie).
Pour le bâtiment, voir moulin à vent.
Le moulin-à-vent est un vin rouge français d'appellation d'origine contrôlée produit à cheval entre les départements du Rhône et de Saône-et-Loire.
L'appellation couvre une partie des communes de Chénas et de Romanèche-Thorins, dans le vignoble du Beaujolais. Elle est l'un des dix crus de ce vignoble, qui sont du nord au sud : le saint-amour, le juliénas, le chénas, le moulin-à-vent, le fleurie, le chiroubles, le morgon, le régnié, le brouilly et le côte-de-brouilly.

## Histoire

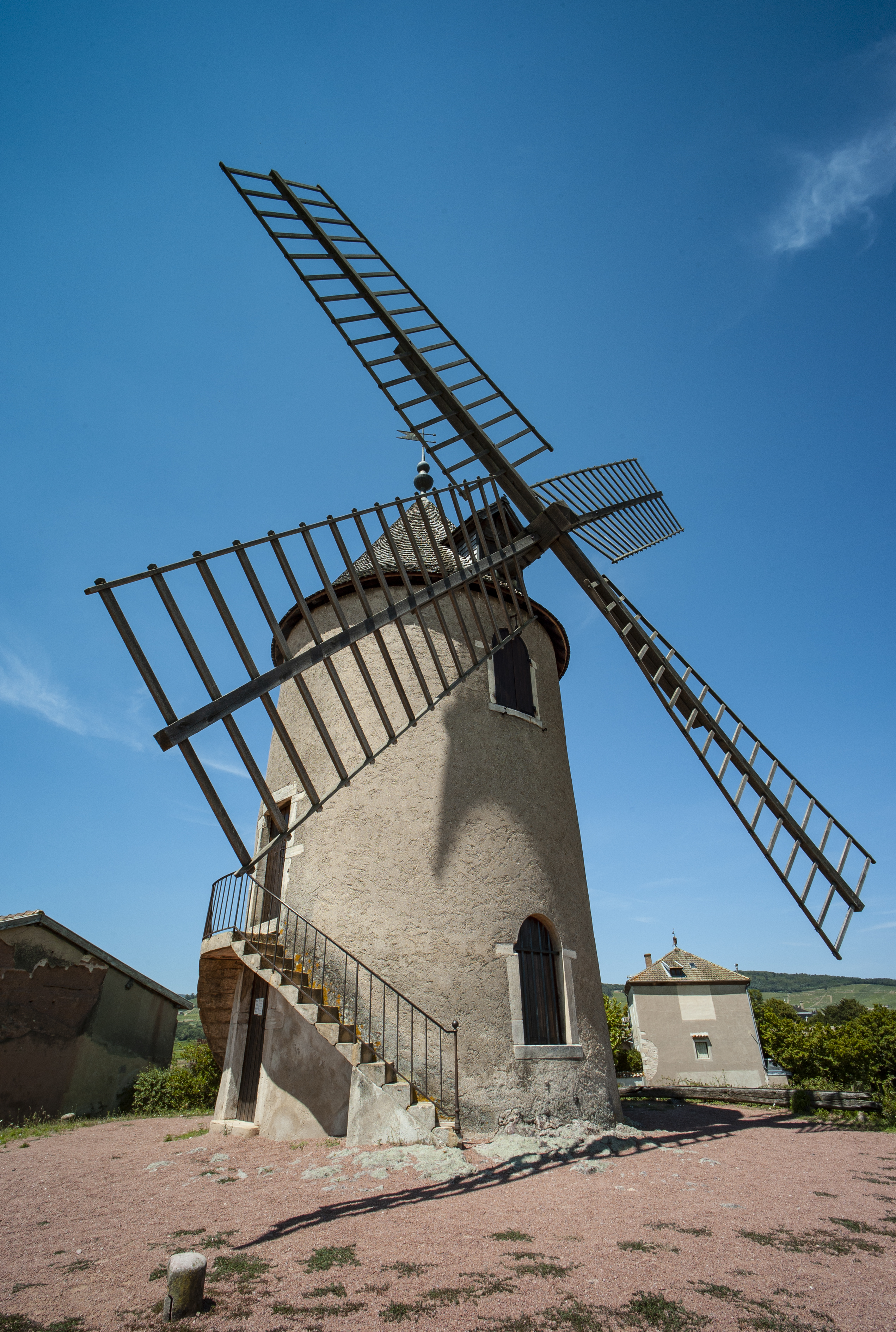
Le moulin à vent éponyme, à Romanèche-Thorins.

Ce vin était vendu avant 1936 sous le nom de « Romanèche-Thorins » qui était autrefois considéré comme un cru du Beaujolais.
Le nom est changé en « moulin-à-vent » quand il est reconnu par l'Institut national de l'origine et de la qualité (INAO) comme appellation d'origine contrôlée (AOC) par le décret du 11 septembre 1936.
En 2009, le vignoble du Beaujolais avec le moulin-à-vent en premier, demande le classement de ses terroirs.
Le cahier des charges de l'appellation a été modifié en octobre 2009, en décembre 2011 et en février 2024.

### Étymologie
Le nom provient de l'ancien moulin à vent qui se situe au centre du vignoble, qui est classé monument historique.

## Vignoble

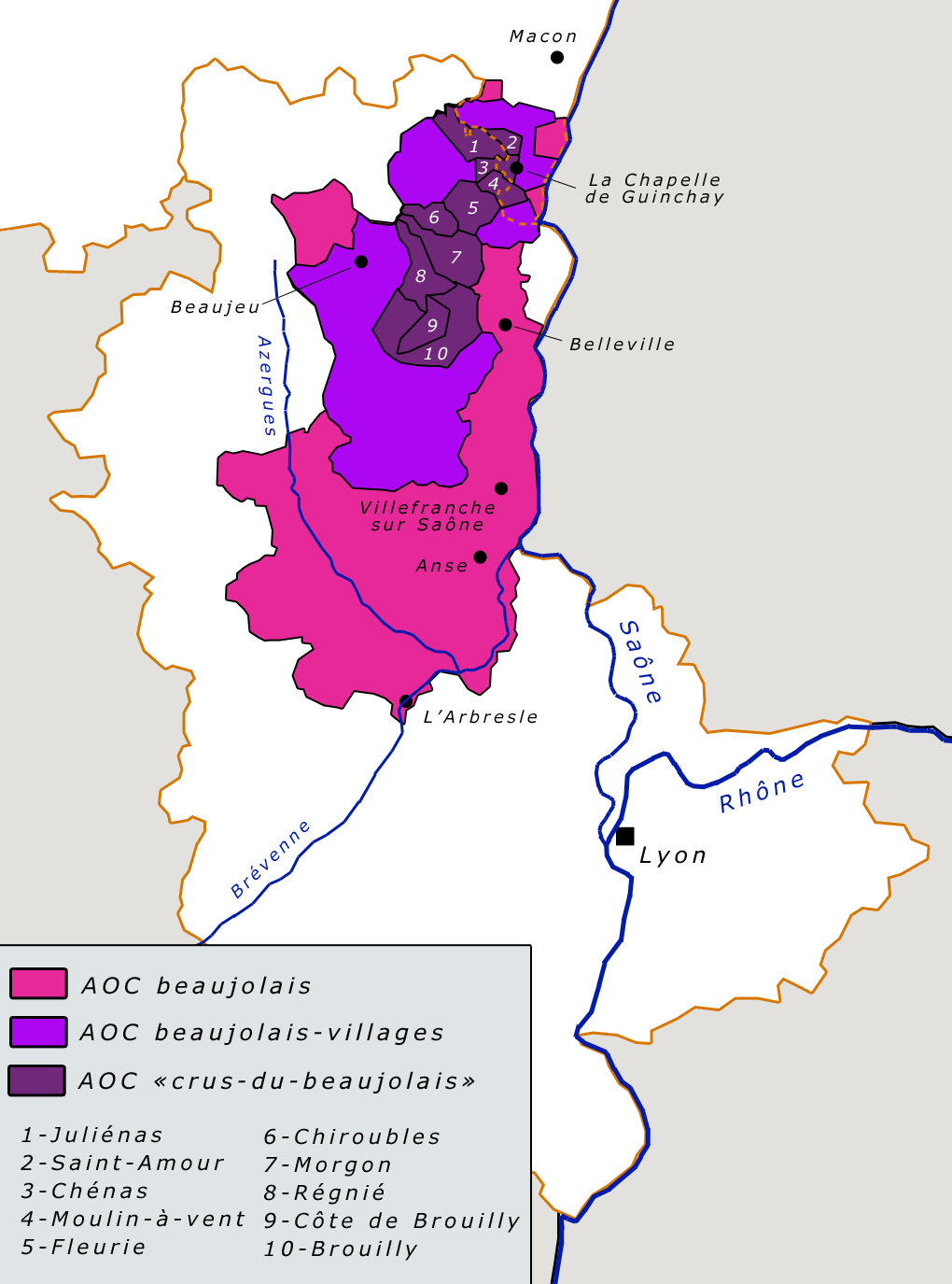
Carte du vignoble du Beaujolais.

Elle est située autour du hameau des Thorins, à cheval sur les communes de Romanèche-Thorins en Saône-et-Loire et Chénas dans le Rhône.
Ce vignoble avec le brouilly et le côte-de-brouilly, est le seul des crus du Beaujolais à ne pas être en même temps le nom d'une commune. Le vignoble est surplombé par un vieux moulin à vent. Il regroupe les meilleurs coteaux des communes de Romanèche-Thorins et de Chénas. Selon les Douanes, la superficie revendiquée en 2023 sous l'appellation est de 626 hectares. En 2010, elle était de 665 ha.

### Lieux-dits
Dix-huit climats sont répertoriés : Le Clos, le Carquelin, Champ de Cour, les Rouchaux, en Morperay, les Burdelines, la Roche, la Delatte, les Bois Maréchaux, la Pierre, les Joies, Rochegrès, la Rochelle, Champagne, les Caves, Grenerier, Plantier Favre et les Vérillats.

### Géologie et orographie
L'aire d'appellation s'étend uniquement sur un sous-sol de granite : la limite orientale longe les villages de Romanèche-Thorins et de la Chapelle-de-Guinchay, là où, après une faille, le granite laisse la place aux sédiments déposés par la Saône (sables, graviers et galets formant une terrasse alluviale).
Ce granite dit « de Fleurie » (granite monzonitique à orthose et biotite) est de couleur rose, localement porphyroïde et pauvre en mica. Cette roche est masquée par une couverture d'arènes granitiques et de colluvions, tout particulièrement dans la partie orientale de l'appellation (près du village de Chénas et autour du moulin à vent). Des filons de quartz, orientés nord-ouest vers le sud-est, sont incrustés dans le granite,.
Le sol peu profond est riche en oligo-éléments dont le manganèse dont on soupçonne l'influence dans la qualité des vins. Les coteaux de l'appellation moulin-à-vent orientés sud-est présentent un bon ensoleillement ; leur altitude varie entre 250 mètres et 400 mètres. L'appellation est orientée à l'est face à la vallée de la Saône.

### Climatologie
C'est un climat tempéré à légère tendance continentale. Le climat du Beaujolais est un climat continental. Les hivers sont froids et relativement secs. L'influence continentale est renforcée par le vent du nord. Favorable à l'état sanitaire du raisin, il est bénéfique l'été et l'automne. En revanche, au printemps, il peut amener des gelées tardives. La fertilité des yeux secondaires du gamay N ne permet pas toujours rattraper la perte et de donner un rendement correct. La Saône joue un rôle modérateur sur la rudesse du climat continental.
L'influence océanique est nettement atténuée par l'abri naturel des monts du Beaujolais. Parfois, les vents d'ouest donnent même un effet de fœhn. Ce vent d'ouest asséché et réchauffé sur le relief assainit le vignoble et accélère la maturité du raisin.
Le Beaujolais avec le moulin-à-vent, le plus méridional des vignobles bourguignons, reçoit aussi une influence non négligeable du climat méditerranéen. Les étés sont généralement ensoleillés, aidant la maturité du gamay, un cépage précoce. Une sécheresse estivale modérée donne de la concentration au raisin. En revanche, les orages sont redoutés, particulièrement lorsqu'ils amènent de la grêle.
Les parcelles sont majoritairement orientées vers l'est ou le sud, assainissant le raisin des rosées matinales. L'altitude des coteaux par rapport à la rivière, isole la plus grande part du vignoble des brouillards hivernaux qui inondent fréquemment la vallée de la Saône.
La station météo de Charnay-lès-Mâcon, près de Mâcon (à 216 mètres d'altitude) est la plus proche de l'aire d'appellation, mais cette station est plus au nord et en bordure de Saône. Ses valeurs climatiques de 1961 à 1990 sont :
| Mois                              | jan. | fév. | mars  | avril | mai   | juin  | jui.  | août  | sep.  | oct.  | nov. | déc. | année   |
| --------------------------------- | ---- | ---- | ----- | ----- | ----- | ----- | ----- | ----- | ----- | ----- | ---- | ---- | ------- |
| Température minimale moyenne (°C) | −0,6 | 0,7  | 2,5   | 5,2   | 8,9   | 12,3  | 12,4  | 13,9  | 11,1  | 7,5   | 2,9  | 0,1  | 6,6     |
| Température moyenne (°C)          | 2,1  | 4    | 6,8   | 10    | 13,9  | 17,5  | 20,1  | 19,4  | 16,4  | 11,7  | 6    | 2,7  | 10,9    |
| Température maximale moyenne (°C) | 4,9  | 7,3  | 11,1  | 14,8  | 18,9  | 22,8  | 25,7  | 24,9  | 21,7  | 15,9  | 9,1  | 5,3  | 15,2    |
| Ensoleillement (h)                | 56,1 | 87,8 | 146,5 | 185,9 | 211,6 | 249,3 | 288,9 | 250,2 | 202,8 | 124,5 | 68,6 | 52,5 | 1 924,7 |
| Précipitations (mm)               | 66,3 | 60,9 | 58,7  | 69,4  | 85,9  | 74,7  | 58,1  | 77,1  | 75,7  | 71,7  | 72,7 | 70,4 | 841,4   |

### Encépagement

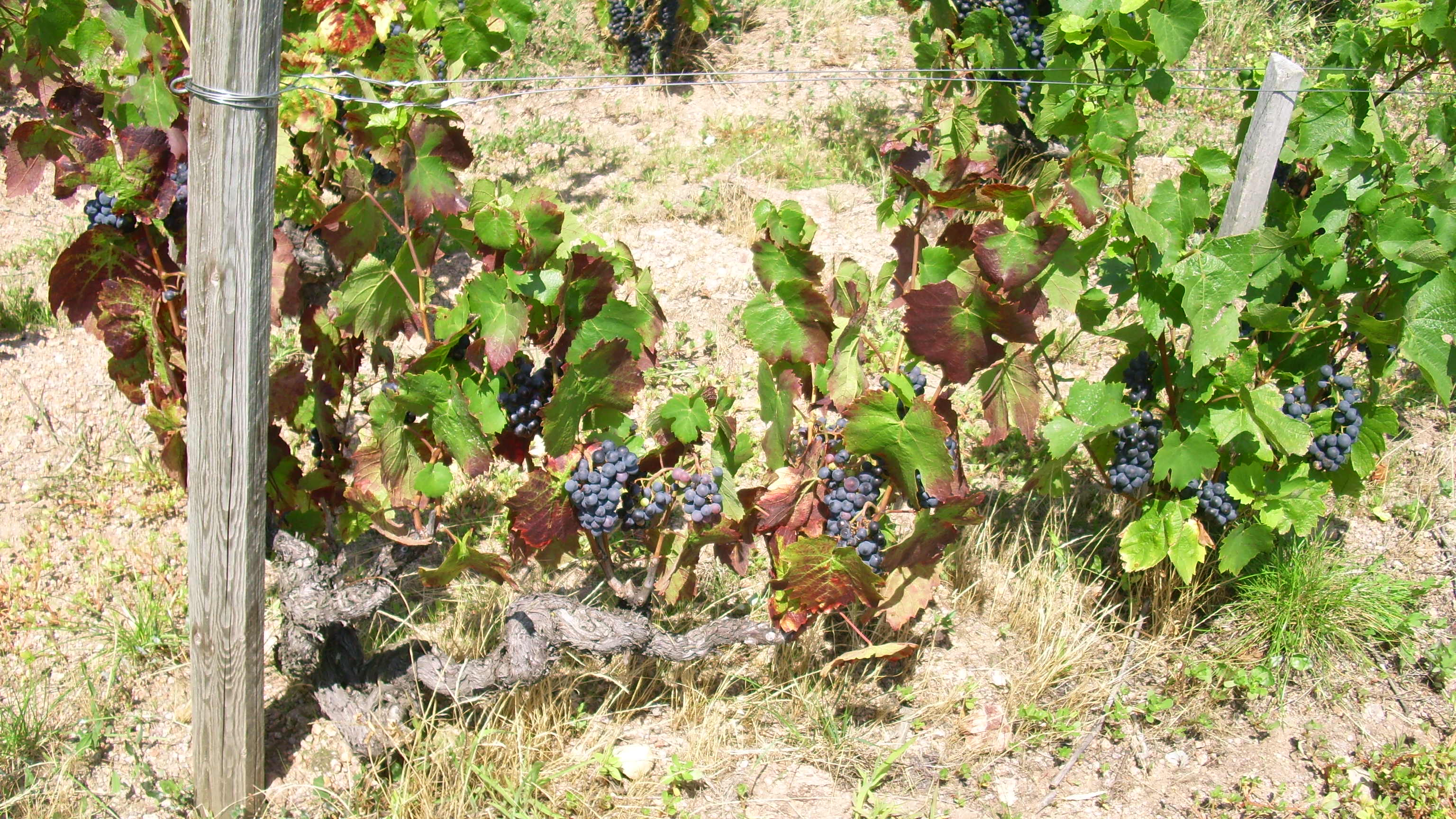
Pieds de vignes avec des grappes de gamay.

Le cépage essentiel est le gamay noir à jus blanc ; trois autres sont autorisés comme cépages accessoires, limités à 15 % au sein de chaque parcelle : l'aligoté B, le chardonnay B et le melon B.
Le gamay est un cépage peu vigoureux, faible mais fertile et dont la production doit être maîtrisée car il a tendance à s'épuiser. Les meilleurs vins de gamay sont obtenus, à l’opposé du pinot noir, sur des sols acides et granitiques. Son débourrement précoce le rend également sensible aux gelées de printemps. Il se montre parfois sensible au millerandage lorsque les conditions climatiques sont défavorables au moment de la floraison. Le gamay présente l’avantage de produire une petite récolte sur les contre-bourgeons. Le vin de gamay possède une couleur rouge nuancée de violet, il est pauvre en tanins et dévoile une bonne acidité. Il possède généralement un caractère fruité (fruits rouges, fruits noirs) mais exprime peu de complexité au niveau aromatique.

### Méthodes culturales

#### Travail manuel
Ce travail commence par la taille, elle est courte (en gobelet, éventail ou cordon, simple, double ou charmet avec 3 à 5 coursons à 2 ou 3 yeux). Le tirage des sarments suit la taille. Les sarments sont enlevés et peuvent être brûlés ou mis au milieu du rang pour être broyés. On passe ensuite aux réparations. Puis éventuellement la plantation de nouvelles greffes est réalisée. L'ébourgeonnage peut débuter dès que la vigne a commencé à pousser. Cette méthode permet, en partie, de réguler les rendements. Le relevage est pratiqué lorsque la vigne commence à avoir bien poussé. Pour finir avec le travail manuel à la vigne, se réalise l'étape importante des vendanges.

#### Travail mécanique
L'enjambeur est d'une aide précieuse. Les différents travaux se composent du broyage des sarments, réalisé lorsque les sarments sont tirés et mis au milieu du rang. De trou fait à la tarière, là où les pieds de vignes sont manquants, en vue de planter des greffes au printemps. De labourage ou griffage, réalisé dans le but d'aérer les sols et de supprimer des mauvaises herbes. De désherbage fait chimiquement pour tuer les mauvaises herbes. De plusieurs traitements des vignes, réalisés dans le but de les protéger contre certaines maladies cryptogamiques (mildiou, oïdium, pourriture grise, etc.) et certains insectes (eudémis et cochylis). De plusieurs rognages consistant à reciper ou couper les branches de vignes (rameaux) qui dépassent du système de palissage.

### Rendements
Le rendement est limité à un maximum de 56 hectolitres par hectare ; le rendement butoir est de 61 hectolitres par hectare. La production déclarée en 2023 a été d'un total de 29 836 hectolitres (un hectolitre = 100 litres = 133 bouteilles de 75 cl). En 2010, elle était de 30 145 hl (rendement 45,3 hectolitres par hectare).
Les données des années récentes sont les suivantes :
| Année | Superficie (ha) | Production (hl) | Rendement (hl/ha) |
| ----- | --------------- | --------------- | ----------------- |
| 2019  | 636             | 23 864          | 38                |
| 2020  | 632             | 31 164          | 49                |
| 2021  | 626             | 21 753          | 35                |
| 2022  | 633             | 25 453          | 40                |
| 2023  | 626             | 29 836          | 48                |
| 2024  | 616             | 23 991          | 39                |

### Vendanges
Les vendanges sont faites à la main, les grappes de raisin devant arriver intactes dans les cuves.
Le premier jour des vendanges (appelé « levée du ban des vendanges ») varie selon la maturité des baies, qui dépend lui-même de l'ensoleillement reçu : les années relativement chaudes les raisins sont vendangés tôt, les années relativement froides les vendanges sont plus tardives.

## Vins

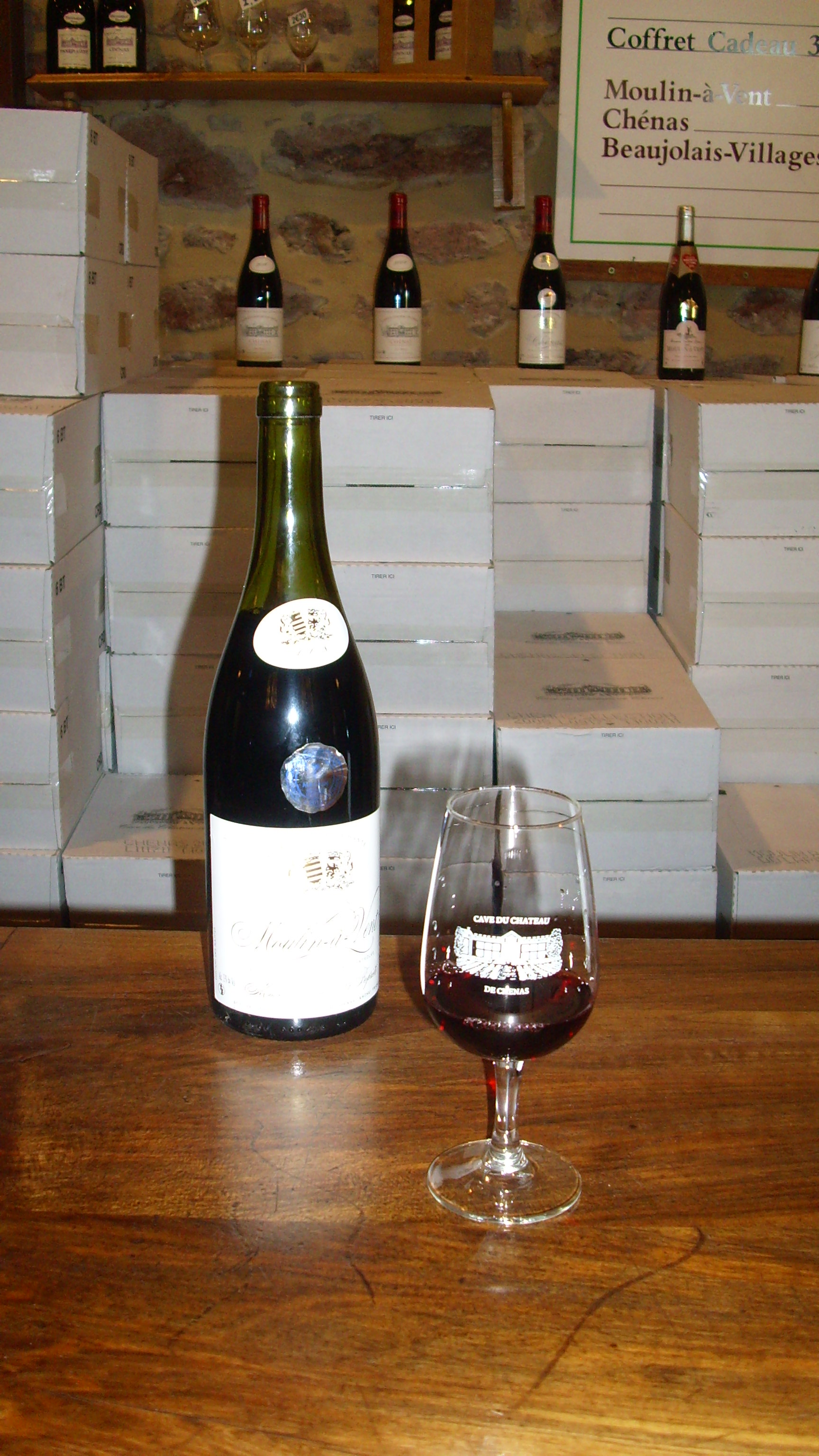
Bouteille et verre de moulin-à-vent.

### Titre alcoométrique volumique
| AOC                           | Rouge   | Rouge   |
| Titre alcoométrique volumique | minimal | maximal |
| Village                       | 10,5 %  | 13 %    |

### Vinification et élevage
Voici les méthodes générales de vinification. Il existe cependant des petites différences de méthode entre les différents producteurs.
La particularité de vinification de cette appellation et du beaujolais en général est la macération carbonique. La vendange est récoltée manuellement et le raisin est apporté directement dans la cuve. La cuve est fermée et les grappes du dessus écrasent celles qui sont situées au fond de la cuve, lesquelles libèrent alors leur jus. La fermentation alcoolique commence dans la partie inférieure de la cuve et le gaz carbonique qui s'en dégage remonte aux dessus des raisins pour un effet protecteur. Ce phénomène provoque une macération qui extrait des arômes et de la couleur. Les macérations dans l'appellation « Moulin-à-vent » sont plus longues que celles faites dans l'appellation « Beaujolais ». À la fin de la macération, la cuve est séparée en deux pour donner un vin de goutte et un vin de presse qui sont ensuite assemblés pour une fin totale de la fermentation alcoolique. La fermentation malolactique suit après pour assouplir et rendre les vins moins acides. L'élevage se fait en cuve, en foudres ou en fûts.

### Gastronomie
Les sols granitiques avec du manganèse donne en généralité un vin de couleur intense, à la robe oscillant entre un grenat sombre et un rubis profond. Elle est très caractéristique. Comme pour tous les vins, ses arômes évoluent avec l'âge. Dégusté jeune, il évoque la fleur et le fruit, avec une dominante de violette soutenue par une note de cerise. Avec les années, sa palette odorante devient plus complexe. S'y ajoutent des parfums d'iris, de roses fanées, d'épices, de fruits mûrs puis, avec le temps, de la truffe, du musc, une odeur de venaison et même d'ambre gris. Taniques et charnus, subtilement épicés, les vins développent en bouche des saveurs complexes, mêlant finesse et harmonie. Ils sont généralement caractérisés par une longueur en bouche remarquable.
Ils s'accordent bien avec un tournedos, du coq au vin, des viandes rouges rôties, des viandes en sauces, du gibier, des fromages. Ils peuvent se conserver jusqu'à dix ans (moyenne de cinq à dix ans), en fonction des millésimes, avec souvent, au fil du temps, une nette tendance à pinoter (à ressembler à un vin fait avec du pinot noir). Ils se servent entre 14 et 16 °C.

## Économie

### Structure des exploitations

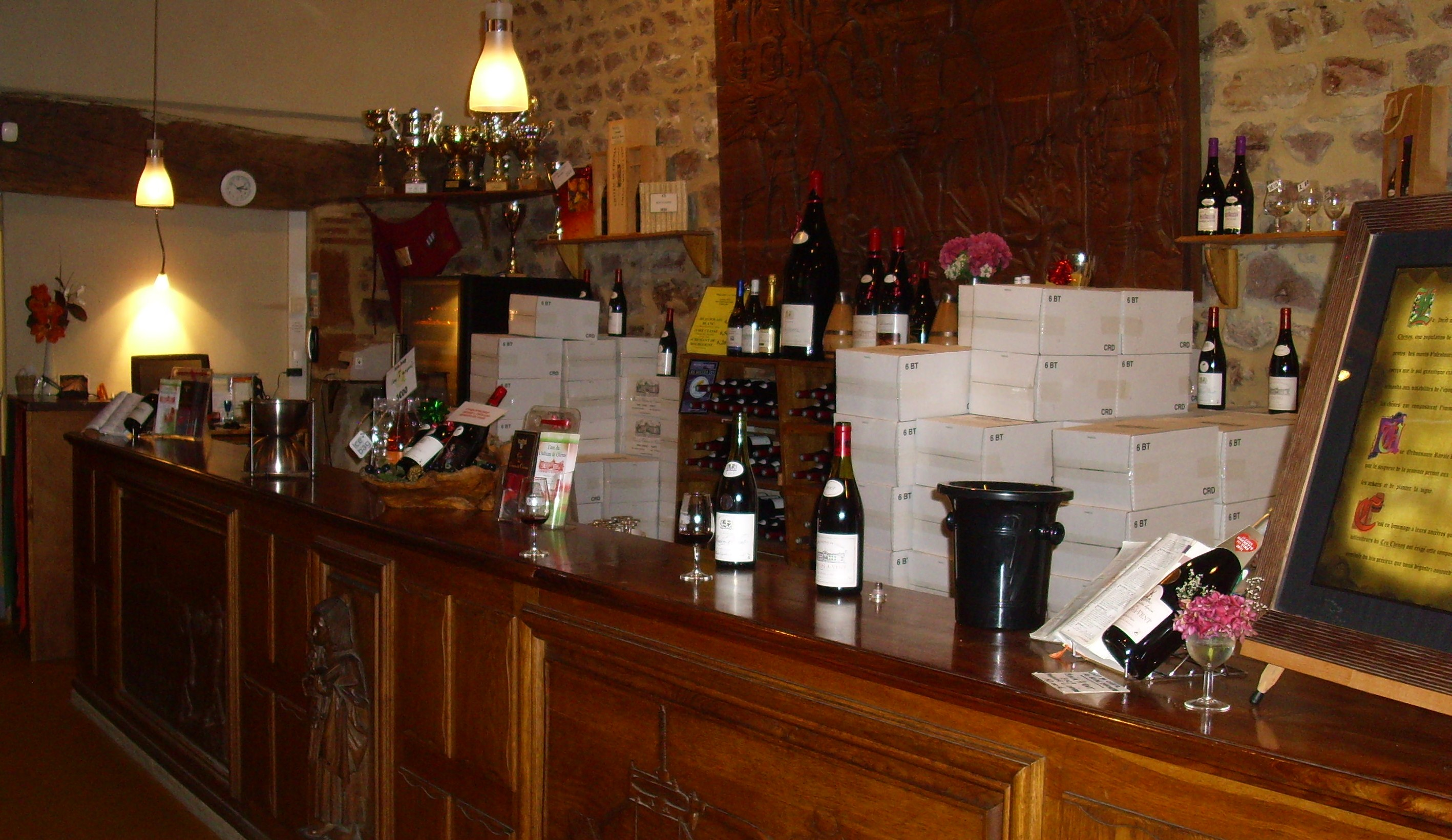
Caveau de dégustation du château de Chénas.

Il existe des domaines de tailles différentes. Ces domaines mettent tout ou une partie de leurs propres vins en bouteilles et s'occupent aussi de le vendre. Les autres, ainsi que ceux qui ne vendent pas tous leurs vins en bouteilles, les vendent aux maisons de négoce.
Les maisons de négoce achètent leurs vins, en général, en vin fait (vin fini) mais parfois en raisin ou en moût. Elles achètent aux domaines et passent par un courtier en vin qui sert d'intermédiaire moyennant une commission de l'ordre de 2 % à la charge de l'acheteur.
Les caves coopératives et leurs apporteurs sont des vignerons. Ces derniers peuvent leur amener leurs récoltes, ou bien la cave coopérative vendange elle-même.

### Commercialisation
La commercialisation de cette appellation se fait par divers canaux de vente : dans les caveaux du viticulteur, dans les salons des vins (vignerons indépendants, etc.), dans les foires gastronomiques, par exportation, dans le réseau de cavistes, dans les cafés-hôtels-restaurants (CHR), dans les grandes et moyennes surfaces (GMS).
Les vins bénéficiant de l'appellation peuvent être repliés sur les appellations régionales beaujolaises (beaujolais et beaujolais-villages), mais aussi bourguignonnes, c'est-à-dire qu'ils peuvent être commercialisés sous les appellations bourgogne, bourgogne grand ordinaire, bourgogne ordinaire, bourgogne passe-tout-grains, bourgogne aligoté et crémant de Bourgogne (dont l'aire de production s'étend sur le Beaujolais, selon les deux décrets du 16 octobre 2009).

### Listes de producteurs
Il y a 300 producteurs qui exploitent cette appellation.
Le Domaine Labruyère, Le Château du Moulin-à-Vent, Le Château des Gimarets, Le Château des Jacques, Le Domaine de Gry-Sablon, Le Manoir du Carra, La Maison Le Nid, La Maison Georges Dubœuf, Domaine Paul et Eric Janin, Union des producteurs du Moulin-à-vent, Le vieux domaine, Château de Chénas...

## Galerie photos

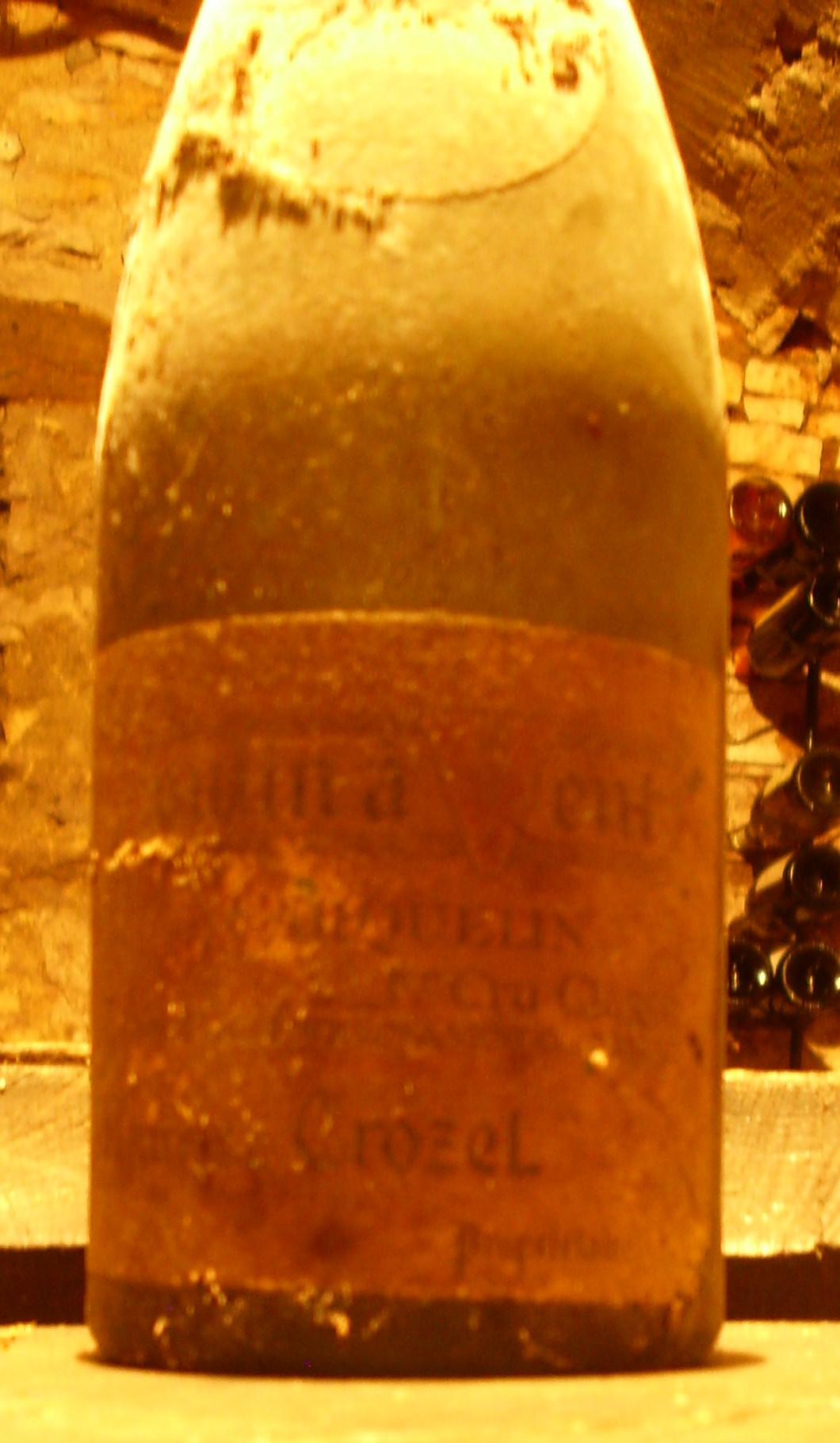
Moulin-à-vent 1947.
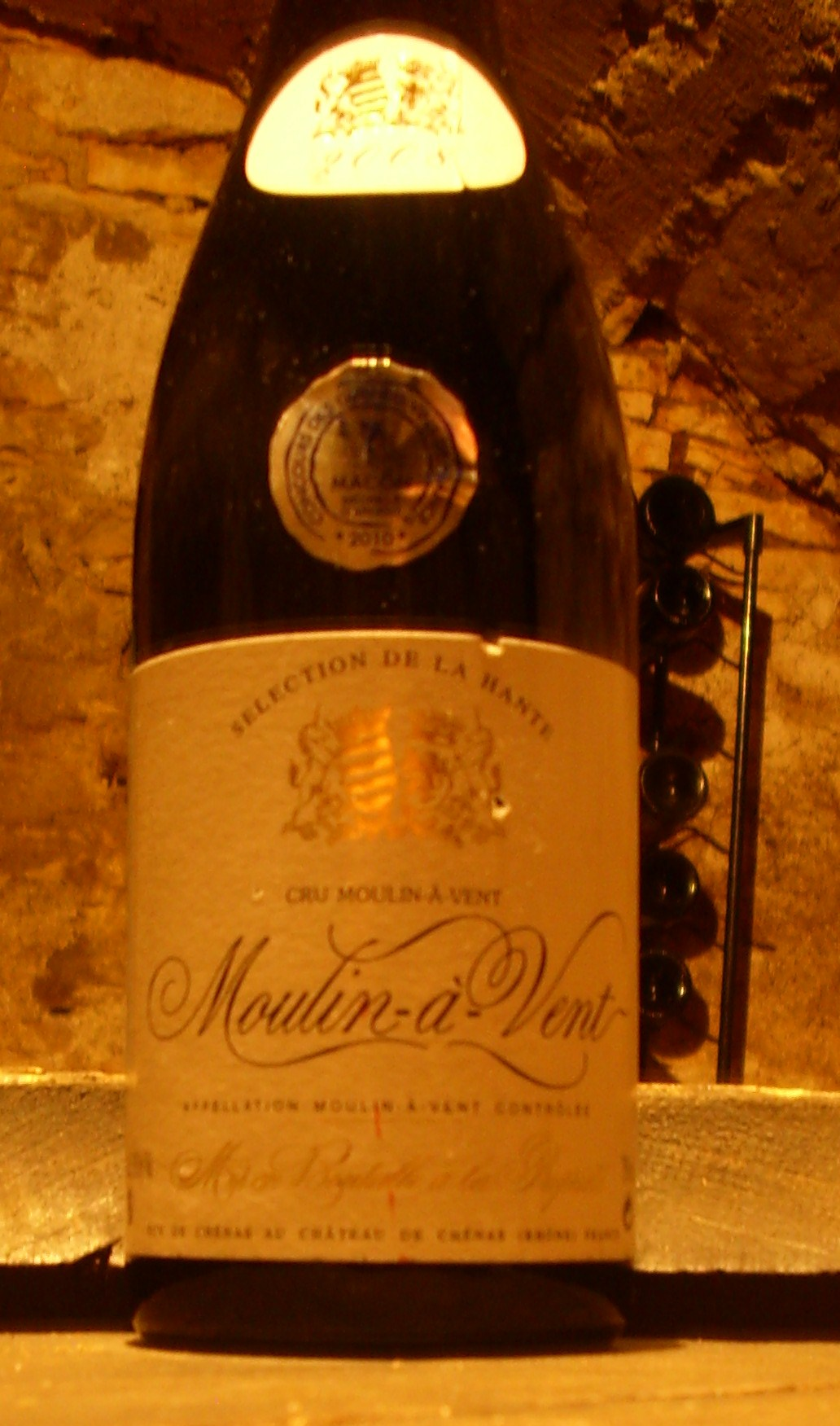
Moulin-à-vent 2008.